# Дело славистов
«Дело славистов» (Дело «Российской национальной партии») — сфабрикованное уголовное дело по обвинению в «контрреволюционной деятельности» против большого числа представителей интеллигенции (в основном из Москвы и Ленинграда) в 1933—1934 годах.

## История
Как и в более раннем Академическом деле, целями, по-видимому, были централизация науки, борьба с научными обществами и пресечение старой академической традиции. Большое число лингвистов среди задержанных объясняется начавшимся вторжением государства в науку о языке, в частности насильственным внедрением нового учения.
Аресты начались ещё в 1933 году, но дело фабриковалось постепенно, «Российская национальная партия» начинает фигурировать в нём только в феврале 1934 года. Ключевая роль в «расследовании» принадлежала Г. С. Люшкову.

### Этапы и фигуранты
Фигурантов дела можно подразделить на пять групп.
Первыми по обвинению в причастности к «организации украинских националистов» были арестованы Ф. В. Ховайко и В. Г. Шийко. Их дело расследовалось вне связи с остальными.
Во вторую группу попали ленинградские и московские искусствоведы и этнографы: заведующий украинским отделением Русского музея Б. Г. Крыжановский, его коллеги Н. П. Сычев и В. В. Дроздовский, реставратор и архитектор П. Д. Барановский, этнограф-украинист Н. И. Лебедева.
В третью группу попали московские интеллигенты разных профессий из «кружка Г. А. Тюрка», где изучалась русская архитектура, и группа лиц, далеких от славистики (геолог В. М. Чернов и др.).
И, наконец, самая многочисленная группа московских славистов (члены-корреспонденты АН СССР Н. Н. Дурново (к тому времени исключённый из Белорусской АН), Г. А. Ильинский, А. М. Селищев, сын Н. Н. Дурново — А. Н. Дурново и его невеста — В. В. Трубецкая, отец В. В. Трубецкой — писатель В. С. Трубецкой, профессора В. В. Виноградов, К. В. Квитка, П. А. Расторгуев, Н. Л. Туницкий, И. Г. Голанов, В. Ф. Ржига и др.).
В сентябре 1933 года одновременно с «московским» началось расследование «Ленинградского дела РНП», по которому были арестованы 37 этнографов и искусствоведов, а также химиков и геологов. Среди них филологами-славистами и русистами являлись пятеро: учёный секретарь Института славяноведения В. Н. Кораблёв, специалист по украинской литературе К. А. Копержинский, сотрудники библиотеки АН С. А. Щеглова и А. Б. Никольская, литературовед Р. Ф. Куллэ. По «ленинградскому» делу проходили работники двух крупнейших музеев страны: Русского музея и Эрмитажа. Крупные искусствоведы П. И. Нерадовский и Ф. И. Шмит представляли художественный отдел Русского музея, создательница школы советских копиистов произведений древней живописи Л. А. Дурново, крупнейший специалист в области византийского и русского искусства Н. В. Малицкий, кавказовед А. А. Миллер также работали в этом музее.
По «ленинградскому» делу также привлекались химики и геологи (Г. А. Разуваев, И. А. Андреевский, М. Г. Валяшко, Б. Л. Личков). Андреевский и Валяшко были близко связаны с крупнейшим учёным в неорганической химии академиком Н. С. Курнаковым, а Личков — с академиком В. И. Вернадским, с которым работал в Комиссии по изучению производительных сил страны (частью которого был Сапропелевый комитет). Курнаков и Вернадский упоминались в деле как руководители РНП, но аресту не подвергались.
Среди арестованных был видный учёный Г. А. Бонч-Осмоловский. Кроме того, собирались доносы на М. С. Грушевского, Н. Д. Зелинского, Д. Н. Ушакова, Д. П. Святополк-Мирского, Н. К. Гудзия, М. В. Щепкину, эмигранта В. Н. Ипатьева.

### Обвинения
Арестованные по «ленинградскому делу» обвинялись, в частности, в том, что «вели широкую нац. фашистскую пропаганду панславистского характера, широко используя в этих целях легальные возможности научной и музейной работы», создавали и сохраняли экспозиции залов, посвященных русскому искусству дореволюционного периода, которые «тенденциозно подчеркивали мощь и красоту старого дореволюционного строя и величайшие достижения искусства этого строя».
По версии следствия, учёные принадлежали к фашистской партии, действия которой координировались из-за границы. Зарубежными вдохновителями назывались князь Н. С. Трубецкой, а также Р. О. Якобсон, П. Г. Богатырёв и М. Фасмер. «В основу программных установок организации были положены идеи, выдвинутые лидером фашистского движения за границей — князем Н. С. Трубецким. Сущность их сводилась к следующему: 1) Примат нации над классом. Свержение диктатуры пролетариата и установление национального правительства. 2) Истинный национализм, а отсюда борьба за сохранение самобытной культуры, нравов, быта и исторических традиций русского народа. 3) Сохранение религии как силы, способствующей подъему русского национального духа. 4) Превосходство „славянской расы“, а отсюда — пропаганда исключительного исторического будущего славян как единого народа».
В обвинительное заключение также внесены такие пункты, как вредительство (срыв разработки сапропелевой проблемы и др.) и террор (обвинение в попытке покушения на Молотова на основании того, что тот в начале 1933 года посетил электрозавод, где работал один из арестованных, В. Э. Розенмейер). «Доказательств» было множество — Дурново общался с членами пражского кружка и готовился стать сватом брату Н. Трубецкого, брат Фасмера работал в Эрмитаже и т. д. Некоторые из арестованных (в том числе Кораблёв, Дурново и Р. Фасмер) дали признательные показания, другие (например, Селищев) отказались. Геолог Б. Л. Личков, друг Вернадского, под давлением сообщил о связи академика с партией, но затем пытался предупредить его о возможном аресте.
В ходе следствия покончили жизнь самоубийством С. А. Теплоухов и Н. Л. Туницкий, погиб от несчастного случая Ф. А. Фиельструп, не пережил пыток В. И. Долголенко.
Слушание дела состоялось весной 1934 года, всего было осуждено более семидесяти человек. В частности, Личков, Разуваев, Р. Фасмер получили по десять лет лагерей, Кораблёв — десять лет ссылки, Дурново и Ильинский — девять лет лагерей, Селищев и В. Трубецкой — пять, Бонч-Осмоловский — три.
После вынесения приговоров, в ночь с 11 на 12 апреля были арестованы академики М. Н. Сперанский и В. Н. Перетц. 16 июня особое совещание при коллегии ОГПУ приговорило их к трём годам ссылки. В отношении М. С. Сперанского 17 октября 1934 года особое совещание постановило приговор считать условным. Предполагается, это было сделано после обращения брата академика — главного кремлёвского врача-педиатра Г. Н. Сперанского — к И. В. Сталину.
В 1937—1938 гг. Н. Н. и А. Н. Дурново, А. А. Синцов, В. Э. Розенмейер, Г. А. Тюрк, В. С. Трубецкой, В. В. Трубецкая, Б. Г. Крыжановский, А. А. Устинов, Г. А. Ильинский, В. В. Дроздовский, Ф. И. Шмит, Р. Ф. Куллэ, А. А. Автономов были вновь привлечены к ответственности и приговорены к расстрелу. Вторично арестовывались Н. В. Малицкий, П. И. Нерадовский и А. Б. Никольская. Н. В. Малицкий умер в Каргопольском лагере в 1938 году.

## Судьбы

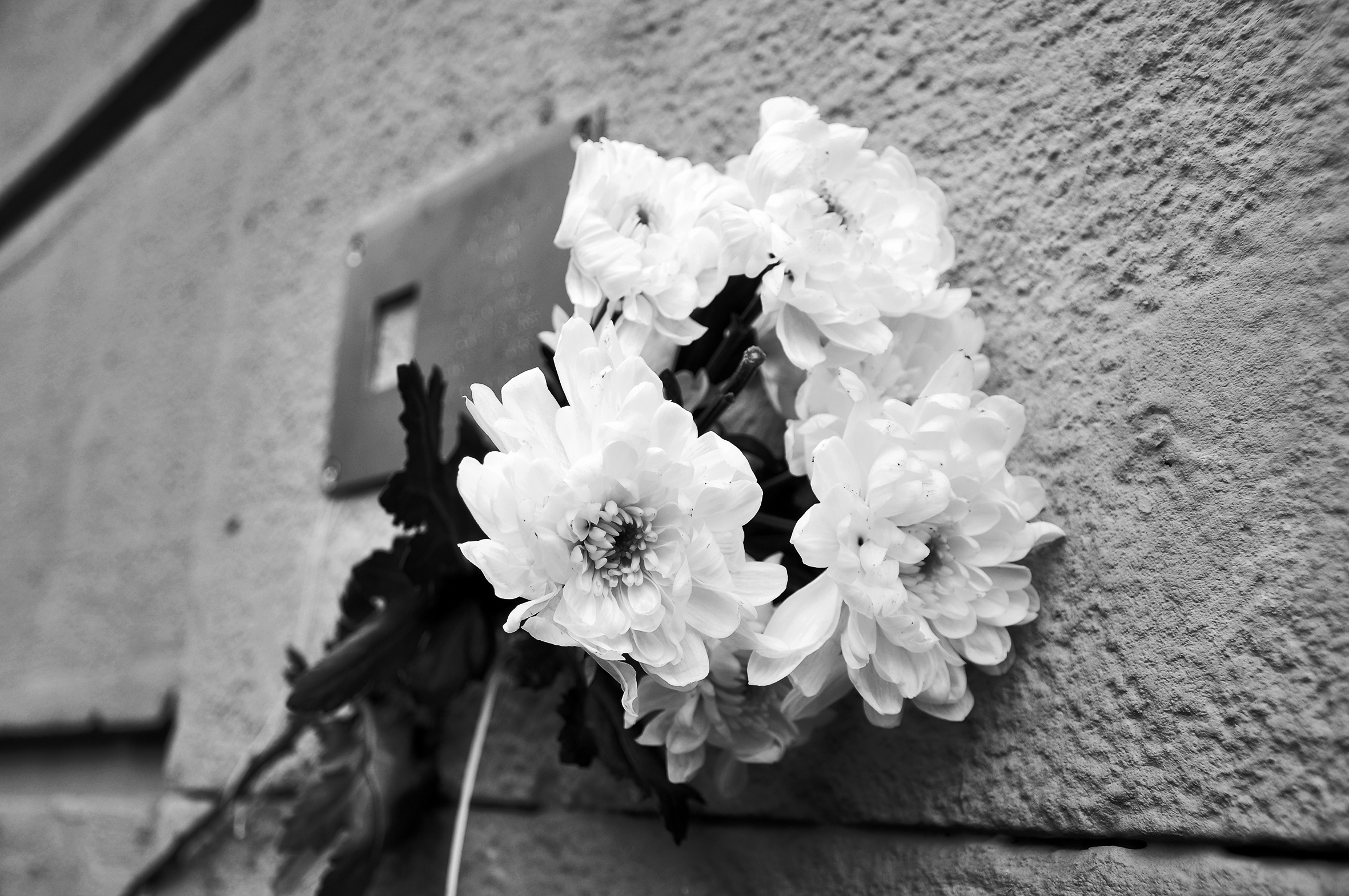
Цветы у последнего адреса на доме, в котором жил Николай Дурново

Судьбы участников дела сложились по-разному. Личкова после многочисленных ходатайств Вернадского освободили досрочно. Виноградова, в 1941—1943 годах повторно сосланного, после войны избрали академиком и вручили Сталинскую премию. После «дискуссии о языкознании» в 1950 году академик Виноградов стал фактически во главе советской лингвистики. Расследовавший дело Генрих Люшков бежал в Японию, где работал на японскую разведку, и в конце войны был убит новым начальством. Некоторые, как член-корры. Г. А. Ильинский и Н. Н. Дурново и др., расстреляны в эпоху большого террора в 1937 году. 
Институт славяноведения вновь открылся уже после войны.
Тем не менее славистика в Советском Союзе не была уничтожена. В конце 1930-х годов произошёл её новый подъём в Москве и Ленинграде, а особенную поддержку она получила во время Великой Отечественной войны в связи с панславистскими планами Сталина (с 1943 года стали открываться кафедры славянской филологии в крупнейших университетах). Доносы, собранные на знаменитых учёных в рамках дела, в основном остались невостребованными. Власть начала искать новые пути взаимодействия с интеллектуальной элитой.
Осуждённых по «Делу славистов» реабилитировали: в 1956 году по «ленинградскому делу», в 1964-м — по московскому.